# Livro
Livro – album brazylijskiego piosenkarza Caetano Veloso, wydany w 1998. W 2000 roku otrzymał za niego Nagrodę Grammy dla najlepszego albumu world music.

## Lista utworów
Wszystkie utwory autorstwa Veloso, wyjątki w nawiasach.
1. "Os Passistas (Carnaval Dancers)" – 3:23
2. "Livros (Books)" – 4:31
3. "Onde O Rio E Mais Baiano (Where Rio Is Most Bahian)" – 3:22
4. "Manhata (Para Lulu Santos) (For Lulu Santos)" – 5:17
5. "Doideca" – 3:40
6. "Voce É Minha (You Are Mine)" – 3:44
7. "Um Tom" – 2:29
8. "How Beautiful a Being Could Be" – 3:27
9. "O Navio Negreiro (The Slave Ship) (Excerto)" (Alves) – 5:17
10. "Não Enche" (Don't Tease Me) – 3:31
11. "Minha Voz, Minha Vida (My Voice, My Life)" – 2:50
12. "Alexandre (Alexander)" – 5:48
13. "Na Baixa Do Sapateiro (In Baixa Do Sapateiro)" (Barroso) – 3:46
14. "Pra Ninguem (For No One)" – 2:59